# 丹下博之
丹下博之（たんげ ひろゆき、1932年（昭和7年）4月14日 -  ）は、日本の経済学者。埼玉大学名誉教授。マルクス経済学を基盤に、宇野学派の段階論的方法から戦後世界経済（特にアメリカ経済におけるドル危機）についての論究や、アメリカのレーガノミクス、金利政策の分析を行った。かたわら連句を嗜み、『連句・俳句季語辞典 十七季』を共編著し、付合例句集全部および季語の分類と解説の半分を担当した。

## 略歴

### 学歴
- 1958年（昭和33年）3月 - 埼玉大学文理学部卒業
- 1961年（昭和36年）3月 - 東京教育大学大学院文学研究科修士課程修了
- 1966年（昭和41年）3月 - 東京教育大学大学院文学研究科博士課程単位取得退学

### 職歴
- 1966年（昭和41年）4月 - 埼玉大学教養部専任講師
- 1967年（昭和42年）4月 - 埼玉大学教養部助教授
- 1974年（昭和49年）4月 - 埼玉大学教養部教授
- 1995年（平成7年）4月 - 埼玉大学経済学部教授に配置換え
- 1996年（平成8年）4月 - 埼玉大学経済学部経済学科長に併任（- 1997年（平成9年）3月まで）
- 1998年（平成10年）3月 - 埼玉大学を定年退官
- 2013年（平成25年）4月 - 瑞宝中綬章受章[1]

## 著書・論文

### 著書
- 「アメリカの台頭」、「諸国の金本位制の停止」、『世界経済論』、大島清編、剄草書房、1965年
- 「ドル防衛政策の展開」、『戦後世界の経済過程』、大島清編、東京大学出版会、1968年
- 「ドル危機下のアメリカ経済」、「ニクソン政権とアメリカ経済」、『米欧の国家独占資本主義』、河出書房新社、1971年
- 「IMF体制とアメリカ経済」、『戦後世界の通貨体制』、大島清編、東京大学出版会、1972年
- 「流通論」、「生産論」、『経済学概論』、三猪・坂戸共編、中教出版社、1972年
- 「戦後世界の財政構造」、『総説日本経済　2財政・金融』、大島清監修、東京大学出版会、1978年
- 「アメリカ経済の低迷」、「レーガノミクス下のアメリカ経済」、『現代世界経済』、大島清編、東京大学出版会、1987年
- 『連句・俳句季語辞典 十七季』、東明雅・佛渕健悟との共著、三省堂

### 論文
- 「世界経済の構造変化と1929年大恐慌」、『東京教育大学経済学論集』第一号、1965年
- 「≪貨幣資本への転化論≫の一考察」、『東京教育大学経済学論集』第二号、1965年
- 「世界経済への現局面」、（共著）、『唯物史観』第2号、河出書房新社、1966年
- 「帝国主義段階における景気循環をいかにとらえるべきか」、『唯物史観』第6号、河出書房新社、1968年
- 「国際収支の扱い」、『月刊 社会科教室』第130号、中教出版社、1971年
- 「日本資本主義の対外進出」、『唯物史観』第12号、河出書房新社、1973年
- 「世界経済とインフレーション」、『世界経済と日本経済』、東京大学出版会、1973年
- 「アメリカ経済の現在的局面」、『日本読書新聞』、1976年
- 「アメリカ経済にみる危機の構造」、『エコノミスト』、毎日新聞社、1976年
- 「円高と私たちのくらし」、『物価だより』17号、埼玉県消費生活課、1978年
- 「積極景気政策の登場」、現代日本経済研究会編『1978年版日本経済の現状』、教育社、1978年
- 「国との出会い」、『経済学批判』第7号、社会評論社、1979年
- 「高まる国防論議とその国際的背景」、同『1981年版日本経済の現状』、教育社、1981年
- 「アメリカの高金利」、同『1982年版日本経済の現状』、教育社、1982年
- 「試練に立たされたレーガノミクス」、同『1983年版日本経済の現状』、教育社、1983年
- 「レーガノミクスの背景と現状」、同『1984年版日本経済の現状』、学文社、1984年
- 「アメリカの対外不均衡激化の背景」、同『1986年版日本経済の現状』、教育社、1986年
- 「容易に再生できないアメリカ経済」、同『1987年版日本経済の現状』、教育社、1987年

## 社会的活動
- 1978年（昭和53年）12月 - 1988年（昭和63年）3月　坂戸市史編纂委員（現代担当）
- 1979年（昭和54年）4月 - 1990年（平成2年）4月　志木市史編纂委員（現代担当）
- 1996年（平成8年）4月 - 埼玉大学50年史編集専門委員